# Gelis leiradoi
Gelis leiradoi är en stekelart som beskrevs av Ceballos 1925. Gelis leiradoi ingår i släktet Gelis och familjen brokparasitsteklar. Inga underarter finns listade i Catalogue of Life.